# Iván García (Sänger)
Iván García ist ein venezolanischer Opern- und Konzertsänger (Bass).
Er erhielt seine Ausbildung bei der Orquesta Sinfónica de la Juventud Venezolana Simón Bolívar, dem staatlichen venezolanischen Jugendsinfonieorchester. Seit seinem Europa-Debüt beim Glasgow Festival 1996 tritt er auf vielen europäischen Bühnen auf. Er sang bereits in der Oper Lyon, der Comédie de Montpellier oder im Gran Teatre del Liceu in Barcelona.

## Kooperationen
Er arbeitete mit dem spanischen Gambisten Jordi Savall, dem französischen Cembalisten Christophe Rousset, Gabriel Garrido, mit seinem Ensemble Elyma und anderen zusammen. García bildete mit dem Kontrabassisten Edicson Ruiz und dem Pianisten Sergio Tiempo ein Trio, das Arien sowohl von Wolfgang Amadeus Mozart, Alberto Ginastera, Efrain Oscher und anderen aufführte.

## Diskografie
(Auswahl)
- Traigo de Todo, 2009[3]